# Доли-Бжеські
Доли-Бжеські (пол. Doły Brzeskie) — село в Польщі, у гміні Ґрабиця Пйотрковського повіту Лодзинського воєводства.
Населення — 49 осіб (2011).
У 1975-1998 роках село належало до Пйотрковського воєводства.

## Демографія
Демографічна структура станом на 31 березня 2011 року:
|          | Загалом | Допрацездатний вік | Працездатний вік | Постпрацездатний вік |
| -------- | ------- | ------------------ | ---------------- | -------------------- |
| Чоловіки | 23      | 5                  | 17               | 1                    |
| Жінки    | 26      | 8                  | 13               | 5                    |
| Разом    | 49      | 13                 | 30               | 6                    |